# 康定樱桃
康定樱桃（学名：Cerasus tatsienensis）是蔷薇科樱属的植物，是中国的特有植物。分布于中国大陆的山西、四川、河南、湖北、陕西、云南等地，生长于海拔900米至2,600米的地区，一般生于林中，目前尚未由人工引种栽培。

## 异名
- Prunus tatsienensis Batal.